# Fortificaciones de Kotor
Las fortificaciones de Kotor (en italiano: Cattaro) son un sistema de defensa histórico que se encargaban de proteger la ciudad medieval de Kotor, Montenegro, con sus murallas, torres, ciudadelas, puertas, bastiones, fuertes, cisternas y un castillo. Incorporan arquitectura militar de Iliria, el Imperio Bizantino, la República de Venecia y el Imperio Austríaco. Junto con el casco histórico, forma parte de la declaración de Patrimonio de la Humanidad de la Unesco de 1979 Comarca natural, cultural e histórica de Kotor, destacando significativamente en Montenegro.

## Historia
La cima de la montaña de San Juan ya estaba fortificada durante la época de los ilirios. En el siglo VI, el emperador Justiniano reconstruyó la fortaleza. Tras el abandono de los bizantinos, y a pesar de numerosas incursiones, la región consiguió cierta independencia y las fortificaciones no sufrieron daños. Esta situación cambió cuando, en 1420, la entonces República de Cattaro cayó bajo dominio veneciano y, como parte de la Albania veneciana, las fortificaciones adquirieron su estructura actual. En esta época se produjeron dos asedios otomanos que acabaron por ocupar la ciudad entre 1538 y 1571, y entre 1657 y 1699. En 1797 las fortificaciones pasaron a manos de la monarquía Habsburgo tras el Tratado de Campo Formio. 
En 1805, Kotor pasó al control de la Italia napoleónica, satélite del Imperio Francés, tras el Tratado de Presburgo, pero fue ocupado por tropas rusas lideradas por Dmitry Senyavin hasta que abandonaron la ciudad tras el Tratado de Tilsit en 1807. Tres años más tarde, se incorporó a las Provincias Ilirias del Imperio Francés. La marina británica, liderada por el capitán William Hoste, atacó las fortificaciones con su navío HMS Bacchante y sus 38 cañones. Tras un asedio de diez días, la guarnición francesa no tuvo otra elección que rendirse el 5 de enero de 1814, y tras el Congreso de Viena, Kotor regresa a manos austríacas. Tras la derrota de Austria durante la Primera Guerra Mundial, se ven forzados a abandonar y la fortaleza queda desatendida. Durante la Segunda Guerra Mundial, Kotor fue ocupada por las fuerzas del Eje y volvió a ser liberada el 21 de noviembre de 1944, día que se conmemora en la Puerta del Mar.
Diversos terremotos han dañado las fortificaciones en 1563, 1667 y más recientemente el 15 de abril de 1979.

## Descripción
La parte medieval de la ciudad de Kotor se encuentra en un terreno triangular rodeado por la Bahía de Kotor por el sur, el río Skurda por el norte y la montaña de San Juan por el este. Las murallas de la ciudad protegen sus flancos norte y sur. Las murallas se fortificaron con bastiones, destacando la torre y ciudadela de Kampana, del siglo XIII al XIV, cerca del punto donde el río se une a la bahía. Próximo a él se encuentra la Puerta del Mar (o Puerta Principal), construida en 1555, que da acceso a la bahía; mientras que las otras dos entradas a la ciudad son la Puerta del Río (o Puerta Norte), construida en 1540 junto al bastión Bembo, y la Puerta Gurdic (o Puerta Sur), modificada en varias ocasiones y fortificada con el bastión Gurdic en 1470. El bastión Bembo ha sido reconvertido en un teatro al aire libre. La Iglesia de Nuestra Señora de la Salud de 1518 se encuentra unida a las murallas, al igual que otros edificios. 
En la cima de la montaña se encuentra el castillo de San Juan, presidiendo la bahía oriental, las fortificaciones y la ciudad, a 280 metros de altura. Detrás del castillo se alza el terreno montañoso que asciende el Lovcen. La circunferencia del muro exterior es de 4,5 kilómetros, con un grosor de entre 2 y 16 metros y una altura de hasta 20 metros.

## Conservación

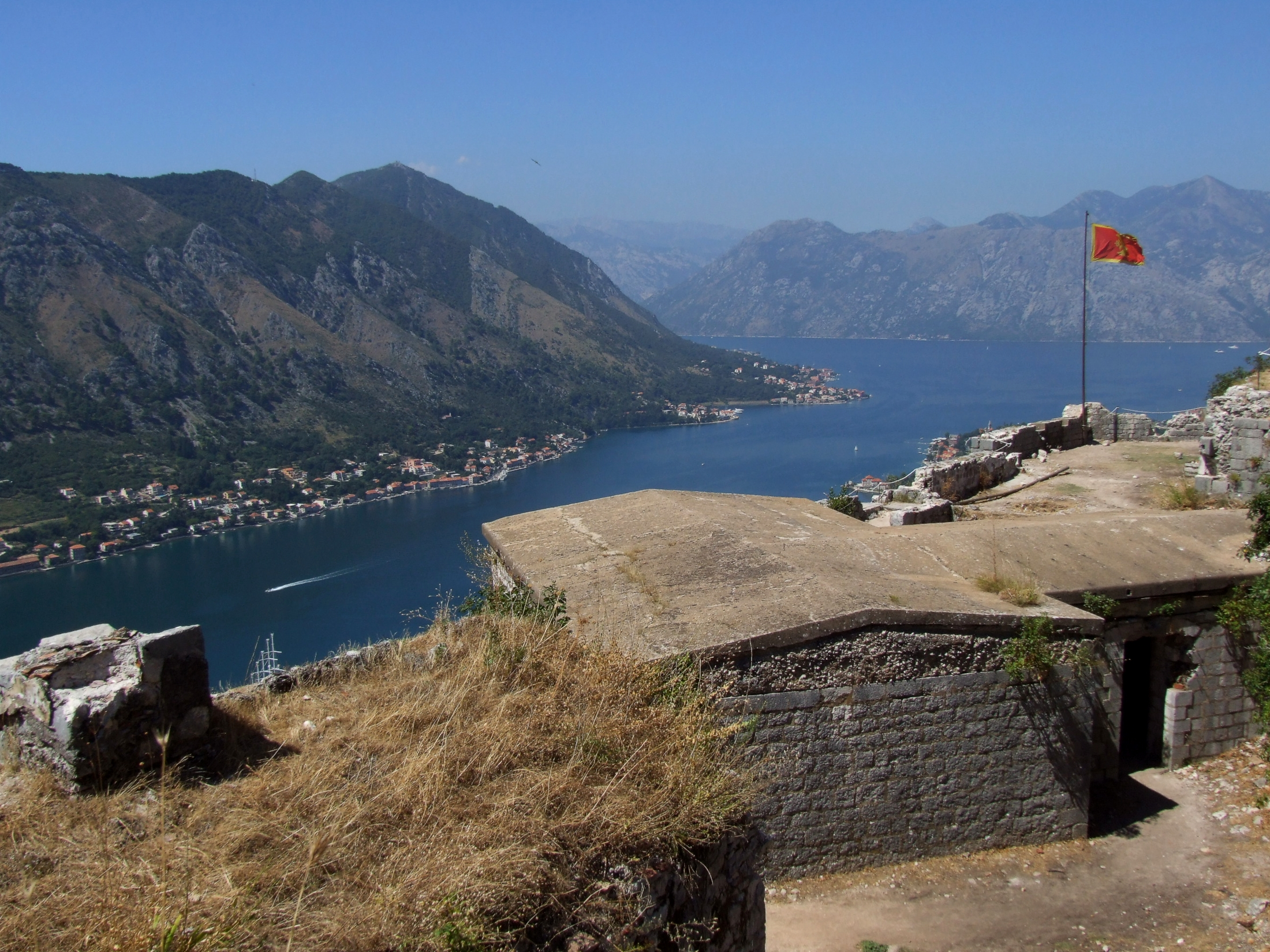
Vista de la Bahía de Kotor desde el castillo de San Juan.

El terremoto de 1979 dañó muchos de los edificios de Kotor, incluyendo las fortificaciones. El lugar fue declarado Patrimonio de la Humanidad ese mismo año y tuvo que incluirse en la lista de Patrimonio en peligro. En 2003 se realizó una restauración del lugar, aunque se enfocó primordialmente en el casco histórico. Aunque las fortificaciones contienen elementos de diversas épocas, fueron los venecianos quienes les dieron su aspecto actual, por lo que representa uno de los mejores ejemplos de arquitectura militar veneciana. El Consejo Internacional de Monumentos y Sitios declaró en 2001 que era urgente la restauración de la fortaleza. La Comisión Europea mostró interés por las fortificaciones, no solo por su importancia cultural, sino para mantenerlo y desarrollarlo como reclamo turístico, parte esencial de la economía local. Encontraron el lugar en malas condiciones, ya que llevaba abandonado desde la marcha de los austríacos en 1918. La erosión, los terremotos, la vegetación y la falta de mantenimiento han contribuido a su deterioro. Se ha propuesto restaurar las murallas de la colina y la ciudad, que también serían accesibles a turistas. También se sugirió reparar las torres y crear miradores y caminos rurales para relanzar el potencial económico; aunque todavía no se ha llevado ningunas de estas acciones a cabo.